# 霍普威爾 (阿肯色州格林縣)
霍普威爾（英語：Hopewell）是位於美國阿肯色州格林縣的一個非建制地區。該地的面積和人口皆未知。

## 地理
霍普威爾的座標為36°14′41″N 90°21′12″W / 36.24472°N 90.35333°W，而該地的平均海拔高度為87米（即285英尺）。